# Pattinaggio di velocità ai II Giochi olimpici invernali
Nella specialità del pattinaggio di velocità ai II Giochi olimpici invernali del 1928 a Sankt Moritz (Svizzera), vennero assegnate medaglie in tre delle quattro specialità in programma.

## Podi
| Evento                     | Oro | Perform. | Argento | Perform. | Bronzo | Perform. |
| 500 m maschile (dettagli)  | Bernt Evensen Clas Thunberg | 43"4 | - | | John O'Neil Farrell Jaakko Friman Roald Larsen                                                                                               | 43"6 |
| 1500 m maschile (dettagli) | Clas Thunberg | 2'21"1 | Bernt Evensen | 2'21"9 | Ivar Ballangrud | 2'22"6 |
| 5000 m maschile (dettagli) | Ivar Ballangrud | 8'50"5 | Julius Skutnabb | 8'59"1 | Bernt Evensen | 9'01"1 |
| 10000 m maschile           | La gara dei 10.000 m venne annullata a causa delle condizioni climatiche. Le alte temperature portate dal Föhn fecero sciogliere il ghiaccio | La gara dei 10.000 m venne annullata a causa delle condizioni climatiche. Le alte temperature portate dal Föhn fecero sciogliere il ghiaccio | La gara dei 10.000 m venne annullata a causa delle condizioni climatiche. Le alte temperature portate dal Föhn fecero sciogliere il ghiaccio | La gara dei 10.000 m venne annullata a causa delle condizioni climatiche. Le alte temperature portate dal Föhn fecero sciogliere il ghiaccio | La gara dei 10.000 m venne annullata a causa delle condizioni climatiche. Le alte temperature portate dal Föhn fecero sciogliere il ghiaccio | La gara dei 10.000 m venne annullata a causa delle condizioni climatiche. Le alte temperature portate dal Föhn fecero sciogliere il ghiaccio |

## Medagliere
| Posizione | Paese       |   |   |   | Totale |
| --------- | ----------- | - | - | - | ------ |
| 1         | Norvegia    | 2 | 1 | 3 | 6      |
| 2         | Finlandia   | 2 | 1 | 1 | 4      |
| 3         | Stati Uniti | 0 | 0 | 1 | 1      |
| Totale    | Totale      | 4 | 2 | 5 | 11     |